# ملیکای تک‌گل
ملیکای تک‌گل، ملیکای جنگلی (نام علمی: Melica uniflora) نام یک گونه از سرده ملیکا است.